# Patrick Hughes (regista)
Patrick Hughes (Melbourne, 13 maggio 1978) è un regista, sceneggiatore e montatore australiano.

## Biografia
Figlio dell'attore Tim Hughes, Patrick entra nel mondo del cinema come regista, sceneggiatore e montatore negli anni 2000, prima con cortometraggi poi con film. Nel 2013 viene scelto da Sylvester Stallone, che lo annuncia tramite il suo account twitter, per dirigere il film I mercenari 3, dopo aver visto il film del 2010 Red Hill, apprezzato molto da Stallone. Successivamente viene scelto per dirigere il remake del film indonesiano The Raid - Redenzione, ma nell'ottobre del 2015 abbandona il progetto insieme all'attore Taylor Kitsch.

## Filmografia

### Regista
- The Director (2000) - cortometraggio
- The Lighter (2001) - cortometraggio
- Signs (2008) - cortometraggio
- Red Hill (2010)
- I mercenari 3 (The Expendables 3) (2014)
- Come ti ammazzo il bodyguard (The Hitman's Bodyguard) (2017)
- Come ti ammazzo il bodyguard 2 - La moglie del sicario (Hitman's Wife's Bodyguard) (2021)
- The Man from Toronto (2022)

### Sceneggiatore
- The Director, regia di Patrick Hughes (2000) - cortometraggio
- Signs, regia di Patrick Hughes (2008) - cortometraggio
- Red Hill, regia di Patrick Hughes (2010)

### Montatore
- The Director, regia di Patrick Hughes (2000) - cortometraggio
- Red Hill, regia di Patrick Hughes (2010)

### Produttore
- The Director, regia di Patrick Hughes (2000) - cortometraggio
- Red Hill, regia di Patrick Hughes (2010)

## Riconoscimenti
- 2000 – Australian Film Institute
  - Miglior montaggio in un cortometraggio per The Director
- 2001 – Tropfest
  - Miglior cortometraggio per The Lighter
- 2011 – Film Critics Circle of Australia
  - Candidatura per il miglior montaggio per Red Hill
- 2000 – Australian Film Institute
  - Candidatura per il miglior sceneggiatura originale per Red Hill